# Crassispira leucocyma
Crassispira leucocyma är en snäckart som beskrevs av Dall 1883. Crassispira leucocyma ingår i släktet Crassispira och familjen Turridae. Inga underarter finns listade i Catalogue of Life.